# Баккал, Илья Юрьевич
Илья́ Ю́рьевич (Юфу́дович, Юдович) Бакка́л (2 [14] октября 1894, Севастополь, Таврическая губерния — не ранее 1950) — юрист, публицист и политический деятель, председатель фракции левых эсеров во ВЦИК (1917—1918).

## Биография
Родился в 1894 году в Севастополе в караимской семье. В 1913 году окончил Севастопольскую мужскую казённую гимназию, в 1917 — юридический факультет Петроградского университета. 
Член партии социалистов-революционеров с 1913 года. Один из руководителей севастопольской партии эсеров, лидер её левого крыла. В 1917 году был гласным Севастопольской городской думы и заместителем председателя Севастопольского Совета. В том же году — делегат II Всероссийского съезда Советов, член ВЦИК Совета III и IV созывов. 
После Октябрьской революции и до июля 1918 года — председатель фракции левых эсеров во ВЦИК. C 1920 года — секретарь Центрального бюро партии левых эсеров (легалистов). В сентябре 1921 года под его и И. З. Штейнберга подписку с поручительством была выпущена арестованная М. А. Спиридонова, одна из руководителей партии левых эсеров. 
Арестован в Москве 16 августа 1922 года и по постановлению коллегии ГПУ от 8 сентября 1922 года «в целях пресечения антисоветской деятельности» вместе с женой Тимофеевой-Баккал выслан за границу на пароходе рейсом из Петрограда в Штеттин. Работал директором Немецкого театра комической оперы в советской зоне оккупации Берлина. Арестован МГБ СССР 11 ноября 1949 года в Берлине. По постановлению особого совещания при МГБ СССР от 22 апреля 1950 года был заключён на 10 лет в ИТЛ за «антисоветскую эсеровскую деятельность». Реабилитирован 10 октября 1957 года. Дальнейшая судьба неизвестна.

## Семья
- Отец — Юфуда Ильич Баккал (1854 — 1920, Севастополь ), бахчисарайский мещанин, член правления Севастопольского караимского благотворительного общества[7][12].
- Сестра — Сарра Юфудовна Баккал (1892, Севастополь — ?), врач-педиатр, сотрудник детской клиники Одесского государственного медицинского института[13].